# IC 3081
IC 3081 је лентикуларна галаксија у сазвјежђу Дјевица која се налази на листи објеката дубоког неба у Индекс каталогу.
Деклинација објекта је + 12° 41' 28" а ректасцензија 12h 16m 9,0s. Привидна величина (магнитуда) објекта IC 3081 износи 14,5 а фотографска магнитуда 15,4. IC 3081 је још познат и под ознакама MCG 2-31-74, CGCG 69-117, VCC 178, PGC 39282.